# Vastseliina (község)
Vastseliina község község Võrumaa megye keleti részén. A község a fővárostól 285 km, a megyeszékhelytől 24 kilométernyire fekszik. A község lakossága 2016. január elsején 1970 fő volt, amely 222,8 km²-es területét tekintve 8,8 fő/km² népsűrűséget jelent. A község 1991. december 31-én vált önálló községgé, addig közösen alkotott egy területi egységet a mai Hanja, Lasva, Misso, Meremäe, valamint Võru községgel.

## Közigazgatási beosztás

### Központja
- Vastseliina

### Falvak
Vastseliina község területéhez 46 falu tartozik: Haava, Halla, Heinasoo, Hinniala, Hinsa, Holsta, Illi, Indra, Jeedasküla, Juraski, Kaagu, Kapera, Kerepäälse, Kirikumäe, Kornitsa, Kõo, Kõrve, Käpa, Külaoru, Kündja, Lindora, Loosi, Luhte, Mutsu, Mäe-Kõoküla, Möldri, Ortuma, Paloveere, Pari, Perametsa, Plessi, Puutli, Raadi, Saarde, Savioja, Sutte, Tabina, Tallikeste, Tellaste, Tsolli, Vaarkali, Vana-Saaluse, Vana-Vastseliina, Vatsa, Viitka, valamint Voki.

## Fordítás
Ez a szócikk részben vagy egészben  a   Vastseliina vald című észt Wikipédia-szócikk ezen változatának fordításán alapul.  Az eredeti cikk szerkesztőit annak laptörténete sorolja fel. Ez a jelzés csupán a megfogalmazás eredetét és a szerzői jogokat jelzi, nem szolgál a cikkben szereplő információk forrásmegjelöléseként.